# Kik (messagerie)
Pour les articles homonymes, voir KIK.
Kik, de son nom complet Kik Messenger, est une application de messagerie instantanée pour appareils mobiles, disponible sur iOS, Windows Phone, Android, Symbian et BlackBerry.

## Fonctionnement
L'application est très proche dans son fonctionnement de BlackBerry Messenger (BBM), GroupMe, WhatsApp et iMessage ; comme ses concurrents, Kik nécessite une connexion à Internet. Kik permet d'échanger des messages, des photos, des dessins, des enregistrements vocaux, et d'autres contenus. La prise de contacts entre utilisateurs s'y effectue via un pseudo plutôt qu'avec un numéro de téléphone, ce qui rend le service plus confidentiel : chacun n'est contacté que par ceux avec qui il souhaite échanger. Enfin, l'application bénéficie d'une interface très épurée et basique.
Liste des fonctionnalités :
- messagerie instantanée gratuite trans-plateforme ;
- envoi de messages individuels ou en groupe (jusqu'à 50 personnes, avec un historique de 100 messages maximum) ;
- envoi d'images ;
- possibilité de voir si un message est envoyé, reçu ou lu ;
- lecture hors ligne des messages ;
- notifications push configurables ;
- address book matching : synchronisation des données du carnet d'adresses pour retrouver des contacts utilisant l'application ;
- blocage de contacts.

Le service est gratuit et dénué de publicités, ce qui pose la question de sa pérennité à moyen terme. Dans sa foire aux questions, l'équipe de Kik explique ainsi : 
« One day, we’ll have to make money. But when we do, we want it to make Kik even more amazing than it already is. Luckily, we have the team, resources, and investors to do that. »
« Un jour, nous devrons gagner de l'argent. Mais quand ce sera le cas, nous voulons rendre Kik encore plus génial qu'il ne l'est déjà. Heureusement, nous avons l'équipe, les ressources et les investisseurs pour y parvenir. »
Au cours de ses premières années, Kik Messenger a résisté à une vague d'acquisitions et d'échecs de startups dans le domaine de la discussion instantanée sur mobile (Beluga avait ainsi disparu au profit de Facebook Messenger).

## Historique
Kik Interactive, qui édite les différentes applications mobiles du service, est le fruit du travail d'un groupe d'étudiants issus de l'université de Waterloo en Ontario. 
- Avril 2010 : l'application sort en version bêta.
- 19 octobre 2010 : première version publique. En quinze jours, le service passe la barre du million d'utilisateurs, et bénéficie d'un très bon bouche à oreille.
- 15 novembre 2010 : Research In Motion (RIM) retire Kik du BlackBerry App World, et en limite les fonctionnalités pour ses utilisateurs[5].
- 7 mars 2011 : Kik annonce une levée de fonds de huit millions de dollars grâce au soutien de trois entreprises de capital-investissement : RRE Ventures, Spark Capital et Union Square Ventures[6]. Ces mêmes groupes avaient notamment soutenu Twitter, Foursquare et Zynga dans leurs premiers développements. Fred Wilson (USV) et Adam Ludwin (RRE Ventures) rejoignent au même moment le conseil d'administration de l'entreprise.
- Le début de l'année 2012 est marquée par une forte hausse du nombre d'utilisateurs, avec le record de 450 000 téléchargements en une seule journée.
- 16 février : Kik Interactive annonce Click, une application qui permet d'utiliser son smartphone comme une télécommande[7].
- 10 avril : Kik passe la barre des dix millions d'utilisateurs. Un milliard de messages s'échangent chaque mois sur la plateforme[8].
- Juillet 2012 : l'application devient l'application sociale gratuite la plus téléchargée des États-Unis.
- Septembre 2012, Kik a plus de dix-neuf millions d'utilisateurs.
- le 25 mai 2017, Kik annonce un projet de déploiement d'un jeton ERC20 sur Ethereum, afin de créer un nouvel écosystème digital[5].

À l'heure actuelle[Quand ?], Kik interactive est dirigée par Ted Livingston (qui a travaillé auparavant chez Blackberry).
- le 25 septembre 2019, kik annonce la fin de sa messagerie[9]. Néanmoins, cette décision sera annulée peu de temps après.

## Controverses

### Nom de module open source
En mars 2016, Kik Interactive est impliqué dans un litige autour de l'utilisation du nom "kik" face au développeur indépendant Azer Koçulu, auteur de nombreux modules open source publiés sur npm, un gestionnaire de paquets largement utilisé par les projets JavaScript pour installer leurs dépendances. Koçulu avait publié une extension Node.js sur npm sous le nom "kik". Kik Interactive le contacte et lui réclame la cession du nom de paquet, dont la société revendique la propriété intellectuelle. Devant le refus de Koçulu, Kik Interactive contacte npm, qui accepte de transférer la propriété du module contre l'avis de Koçulu. À la suite de cette décision, Koçulu supprime tous ses modules de npm, y compris left-pad, un module utilisé par de nombreux projets JavaScript. Bien que Koçulu ait publié left-pad sur GitHub, son retrait de npm rend de nombreux projets inutilisables en raison de leur dépendance au paquet Babel, qui lui-même utilise left-pad.
En raison de la crise majeure causée dans l'écosystème JavaScript, npm décide de restaurer left-pad et d'en attribuer la maintenance à Cameron Westland, alors développeur chez Autodesk. L'incident a donné lieu à de nombreux débats autour de la propriété intellectuelle et de l'utilisation de dépendances dans le développement logiciel.
Dans un article publié sur son blog au lendemain de l'incident, Koçulu explique pourquoi il a décidé de supprimer ses modules de npm:
« This situation made me realize that NPM is someone’s private land where corporate is more powerful than the people, and I do open source because, Power To The People. »
« Cette situation m'a fait réaliser que npm est un lieu privé où les entreprises sont plus puissantes que les individus. Je fais de l'open source car je pense que le pouvoir revient au peuple. »
Le même jour, Mike Roberts, cadre chez Kik Interactive, publie la totalité de la correspondance entre Kik et Koçulu. La conversation, qui a lieu quelques jours avant l'incident, se termine avec la décision d'Isaac Schlueter, fondateur de npm, de transférer la propriété du nom "kik" à Kik Interactive. Schlueter justifie ce choix par le fait que "la plupart des utilisateurs trouvant le paquet kik s'attendraient à raison à ce qu'il soit rattaché à kik.com".
Schlueter s'exprime à son tour sur le blog de npm dans un post-mortem destiné à la communauté , retraçant la chronologie des événements. Il y explique notamment que leur "procédure de règlement des litiges a été respectée à la lettre, et qu'il ne s'agit pas d'un conflit juridique".